# Яворський Віктор Теофілович

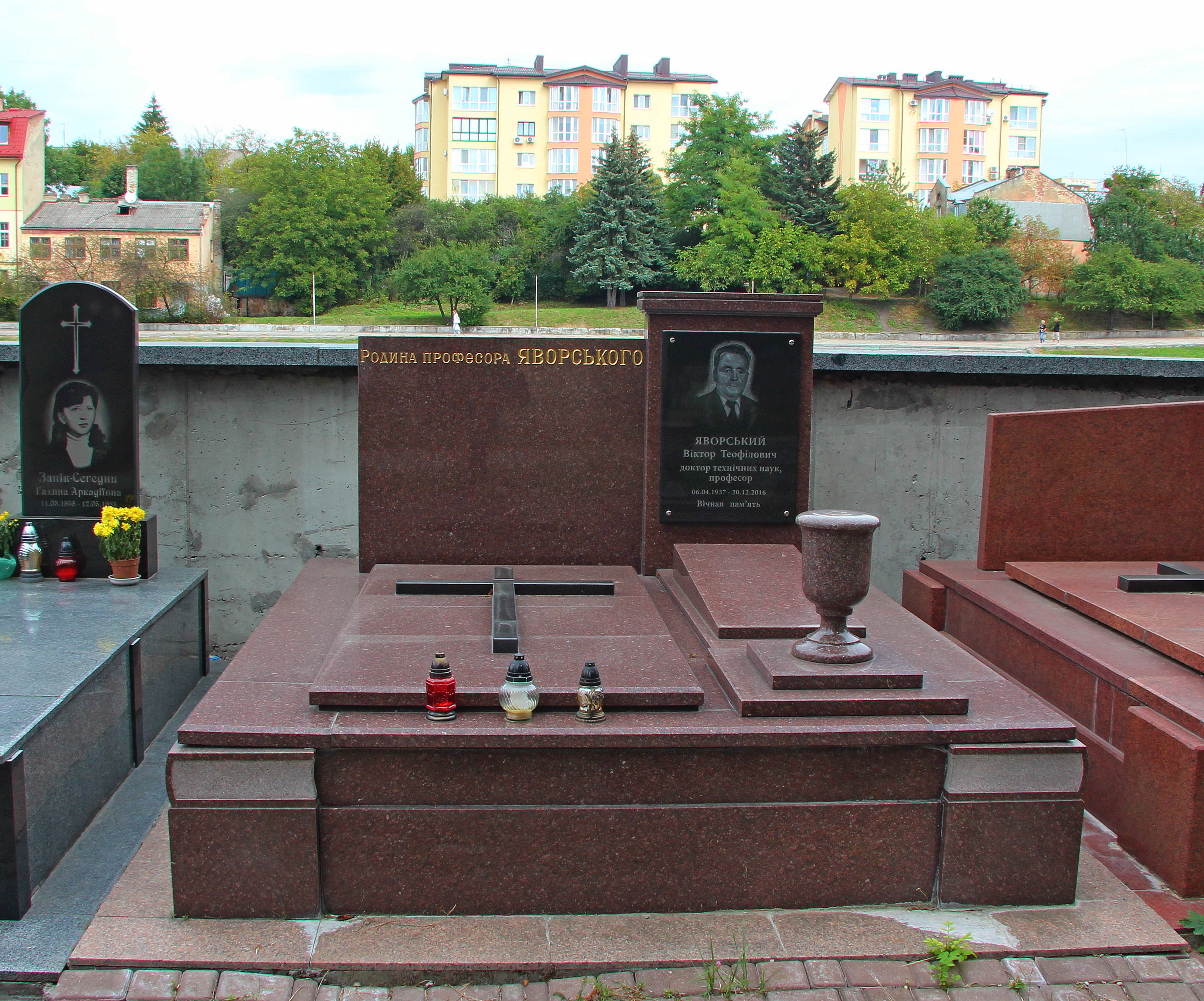

Ві́ктор Теофі́лович Яво́рський (6 квітня 1937, с. Мельничне, нині Турківського району Львівської області — 20 грудня 2016) — український хімік, доктор технічних наук, професор, заслужений діяч науки і техніки України,Академік Академії інженерних наук України, Української екологічної академії наук, Нью-Йоркської академії наук, завідувач кафедри хімії і технології неорганічних речовин Львівської політехніки.

## Біографія
Професор Яворський Віктор народився 6 квітня 1937 року на Львівщині в селі Мельничне Турківського району.
1954—1959 рр. — студент хіміко-технологічного факультету Львівського політехнічного інституту (диплом з відзнакою).
В 1963 році скерований в цільову аспірантуру Харківського політехнічного інституту.
1966 рік — присвоєно науковий ступінь кандидата технічних наук за спеціальністю «Технологія неорганічних речовин».
1968 рік — присвоєно вчене звання доцента.
1973 рік — захистив докторську дисертацію на тему: «Шляхи підвищення якості природної сірки і розробка методу її очищення від органічних домішок».
1977 рік — присвоєно вчене звання професора.

## Професійна діяльність
1959—1960 рр. — інженер-дослідник проблемної лабораторії Львівського політехнічного інституту.

1960—1963 рр. — асистент кафедри «Технологія неорганічних речовин, хімічних добрив, процесів і апаратів хімічних виробництв» того ж інституту.

1966 р. — старший викладач кафедри «Технологія неорганічних речовин, хімічних добрив, процесів і апаратів хімічних виробництв» Львівського політехнічного інституту.

1967—1969 рр. — доцент тієї ж кафедри.

з 1969 і дотепер — завідувач кафедри Хімії і технології неорганічних речовин Національного університету «Львівська політехніка».

1967—1971 рр. — заступник декана хіміко-технологічного факультету Львівського політехнічного інституту (за сумісництвом).

1971—1974 рр. — декан хіміко-технологічного факультету Львівського політехнічного інституту (за сумісництвом).

## Напрямки наукових досліджень
Технології сірки та її сполук, теоретичні основи і технології комплексного перероблення полімінеральних руд Прикарпаття, технологія фосфору та термофосфатів, електрохімічне одержання дисперсних порошків; електрохімічний синтез оксидів, гідроксидів і солей кольорових металів; перероблення вторинної сировини кольорових металів.

## Нагороди та відзнаки
- 1977 р. — диплом Президіуму Українського правління Всесоюзного хімічного товариства імені Д. І. Менделєєва.
- 1979 р. — Почесна грамота Всесоюзної ради Науково-технічних товариств.
- 1981 р. — золота медаль ВДНГ СРСР.
- 1984 р. — диплом Всесоюзного хімічного товариства ім. Д. І. Менделєєва.
- 1985 р. — нагрудний знак «Відмінник народної освіти УРСР»
- 1985 р. — нагрудний знак «За відмінні успіхи в роботі» Міністерства вищої освіти СРСР.
- 1986 р. — дипломи Української Республіканської ради профспілок, Комітету народного контролю УРСР, редакції газети «Правда України».
- 1986 р. — срібна медаль ВДНГ СРСР.
- 1987 р. — грамота Всесоюзного хімічного товариства на честь 150-річчя від дня народження Д. І. Менделєєва.
- 1987 р. — медаль «Ветеран праці».
- 1987 р. — срібна медаль ВДНГ СРСР.
- 1988 р. — нагрудний знак «Винахідник СРСР».
- 1990 р. — грамота Всесоюзного хімічного товариства імені Д. І. Менделєєва.
- 1994 р. — звання «Заслужений діяч науки і техніки України».
- 2005 р. — нагрудний знак «Відмінник освіти України».
- 2005 р. — нагрудний знак «За наукові досягнення».
- 2005 р. — грамота НУ «Львівська політехніка» «За значні досягнення в навчальній та науково-дослідній роботі за 2004/2005 н. р.».
- з 2006 і дотепер — призначена Державна стипендія видатним діячам науки України.
- 2007 р. — звання «Почесний професор Львівської політехніки».
- 2007 р. — відзнака НАН України «За підготовку наукової зміни».
- 2010 р. — звання «Почесний професор Українського державного хіміко-технологічного університету» (м. Дніпропетровськ).

## Найвагоміші наукові проекти
- 1969 р. — відновлено кафедру з підготовки спеціалістів з ТНР під назвою «Загальна хімічна технологія».
- 1966—1973 р. р. — промислове впровадження нової технології очищення природної сірки від органічних домішок гарячим повітрям на Роздільському ВО «Сірка».
- 1974—1975 р. р. — ініціатор створення Всесоюзного науково-дослідного і проектного інституту сірки.
- 1978—1980 р. р. — на основі комплексу досліджень на Роздільському ВО «Сірка» введено в експлуатацію цех очищення вентиляційних газів від сірководню (продуктивність — 120 тис. м3газу/год).
- 1984 р. — розроблено технологію та введено в експлуатацію дослідно — промислову установку очищення «хвостів» автоклавних плавок від Н2S і сульфідних сполук озонованим повітрям (Роздільське ВО «Сірка»).
- 1989 р. — розроблено технологію та введено в експлуатацію цех очищення вентиляційних газів від сірководню (Яворівське ВО «Сірка»).
- 1991 р. — поновлено підготовку на кафедрі ХТНР фахівців із спеціальності «Технічна електрохімія» (було припинено у 1939 р.).
- 2004—2006 рр. — видано вихідні дані для промислового проектування відділення очищення відхідних газів сульфатнокислотного виробництва на ДАК «Титан».
- 2004—2007 рр. — створено технологію очищення газів реакторів сульфатнокислотного розкладу ільменіту, видано вихідні дані для промислового проектування (ДАК «Титан»).
- 2005—2006 рр. — видано вихідні дані для промислового проектування системи утилізації теплоти і очищення відхідних газів печей прожарювання пасти метатитанової кислоти виробництва пігментного титану (IV) оксиду на ЗАТ «Кримський титан».
- 2006—2007 рр. — на основі створеної технології видано вихідні дані для промислового проектування відділення мокрого очищення відхідних газів виробництва кольорових залізних пігментів ЗАТ «Кримський титан».

Професор Яворський Віктор Теофілович підготував 6 докторів і 46 кандидатів наук.
Голова секції хімії хімічних технологій Західного наукового центру МОН України і НАН України (з 1991 р.), член низки Наукових, Вчених і спеціалізованих рад. За багаторічну сумлінну працю нагороджений багатьма відзнаками («За відмінні успіхи в роботі», «Винахідник СРСР», «Відмінник освіти України», «За наукові досягнення», «За підготовку наукової зміни», «Петро Могила») та почесними грамотами, дипломами тощо. З 2006 року — стипендіат Державної стипендії видатним діячам науки.
Автор понад 550 наукових праць, 115 винаходів та патентів.
Похований у Львові на 86 полі Личаківського цвинтаря, у родинному гробівці.